# Rifugio Gardeccia
Il rifugio Gardeccia è un rifugio situato nel comune di San Giovanni di Fassa (TN), in Val di Fassa, nel Gruppo del Catinaccio, Dolomiti, a 1949 metri di quota.

## Storia
Il rifugio è di proprietà privata: dalla sua apertura è sempre appartenuto alla famiglia Desilvestro.
Il rifugio è stato costruito nel 1902 da Giuseppe Desilvestro, meglio conosciuto nella zona come "Bepo de Medil". Bepo lo ha gestito insieme alla moglie Giulia fino alla metà degli anni '50, quando la gestione è passata nelle mani del figlio più giovane Doro, il quale con la moglie Maria ne ha portato avanti la gestione grazie all'aiuto dei sei figli. Nel corso degli anni è stato più volte ampliato e ristrutturato.e dopo Doro,  il rifugio è stato gestito dai fratelli Marco e Mario. Dall'autunno 2024 Mario porta avanti la tradizione familiare con i figli Simone e Giuseppe detto Bepo. 

## Caratteristiche e informazioni
Il rifugio è aperto nel periodo estivo (dagli inizi di giugno agli inizi di ottobre) e anche nel periodo invernale, anche se in inverno non offre alloggio notturno ma solo servizio di ristorazione. Ha una capienza di 43 posti letto, divisi in 20 camere (tutte dotate di biancheria da letto e piumone)
Tra il rifugio Ciampedie e il rifugio Gardeccia, si può seguire il caratteristico  sentiero delle Leggende, passeggiata adatta soprattutto a famiglie con bambini e/o anziani, che spiega attraverso simpatiche "tappe a cartelli" le leggende di Re Laurino e del Gruppo del Catinaccio.

## Accessi
- Da Pera di Fassa (1320 m), attraverso il segnavia 546 (Facile/Medio).
- Da Monzon (1510 m), attraverso il segnavia 546 (Facile).
- Dal rifugio Ciampedie (1998 m), attraverso il segnavia 540 (Facile).
- Dal rifugio Negritella (1986 m), attraverso il segnavia 540 (Facile).
- Dal rifugio Vajolet (2243 m), attraverso il segnavia 546 (Facile).
- Dal rifugio Preuss (2244 m), attraverso il segnavia 546 (Facile).
- Dal passo delle Scalette (2348 m), attraverso il segnavia 546, con breve tratto attrezzato (Medio/Difficile).
- Dal passo delle Cigolade (2579 m), attraverso il segnavia 541, successivamente al bivio con il segnavia 550 seguire quest'ultimo verso valle (Medio).
- Dal passo delle Coronelle (2630 m), attraverso il segnavia 550 (Medio).

## Ascensioni
- Al passo delle Scalette (2348 m), attraverso il segnavia 546, con breve tratto attrezzato (Medio/Difficile).
- Al passo delle Cigolade (2579 m), attraverso il segnavia 550, successivamente al bivio con il segnavia 541 seguire quest'ultimo verso il Passo (Medio).
- Al passo delle Coronelle (2630 m), attraverso il segnavia 550 (Medio)

## Giro d'Italia
Per due volte Rifugio Gardeccia è stato arrivo di tappa del Giro d'Italia:
| Edizione | Tappa | Partenza   | Km  | Vincitore di tappa | Maglia rosa                         |
| -------- | ----- | ---------- | --- | ------------------ | ----------------------------------- |
| 1976     | 19ª   | Longarone  | 132 | Andrés Gandarias   | Johan De Muynck                     |
| 2011     | 15ª   | Conegliano | 229 | Mikel Nieve        | > Alberto Contador Michele Scarponi |